# Pyrrhocoroidea
Pyrrhocoroidea é uma superfamília de insetos hemípteros da infraordem Pentatomomorpha, distribuem-se por duas famílias: Largidae e Pyrrhocoridae. Com mais de 450 espécies, em 46 gêneros em todo o mundo.